# Тяжёлые крейсера типа «Фурутака»
Тяжёлые крейсера́ типа «Фурутака» (яп. 古鷹型重巡洋艦 Фурутакагата дзюдзюнъёкан) — серия из двух японских крейсеров 1920-х годов. Первые тяжёлые крейсера японского императорского флота.
Проект крейсеров-разведчиков разрабатывался в Японии в 1916—1921 годах, главным конструктором окончательного варианта был Юдзуру Хирага. Из 4 запланированных по программе «8-8» кораблей в 1922—1926 годах на верфях Нагасаки и Кобэ было построено два: «Фурутака» и «Како». Ещё две единицы («Аоба» и «Кинугаса») строились в 1924—1927 годах и из-за больших конструктивных различий выделяются в отдельный тип.
Корабли содержали ряд новаторских для своего времени решений и превосходили по ТТХ считавшихся вероятными противниками американские крейсера типа «Омаха» и британские типа «Хокинс». Однако они морально устарели ещё в ходе постройки из-за подписания Вашингтонского договора, сделавшего стандартными представителями этого класса куда более крупные и лучше вооружённые единицы.
Оба крейсера прослужили всё межвоенное время, во второй половине 1930-х прошли радикальную модернизацию. Они приняли активное участие в начальном этапе боевых действий на Тихоокеанском театре Второй мировой и погибли в ходе Гуадалканальской кампании, в августе и октябре 1942 года.

## Разработка проекта
22 сентября 1916 года японский Морской Генеральный Штаб направил в Морской Технический Совет задание на разработку эскизного проекта крейсера-разведчика. При стандартном водоизмещении в 7200 тонн он должен был нести 76-мм броневой пояс и 12 140-мм орудий в 4 башнях и 4 щитовых установках (или меньшее число перспективных 200-мм орудий), имея при этом скорость в 36 узлов и дальность плавания в 6000-8000 морских миль. По назначению он должен был занять место планировавшихся в проекте программы «8+4» 1914 года трёх 6000-тонных крейсеров-разведчиков с 203-мм орудиями, к постройке которых не приступали.
Подготовленный проект был включён в принятую 14 июля 1917 года судостроительную программу «8-4». По ней планировалось в срок до 1 апреля 1924 года построить 3 такие единицы стоимостью 6 915 078 иен каждый. Однако вскоре в Японии стали известны ТТХ кораблей, заказанных в США по плану Дэниэлса, и Генеральный Штаб пересмотрел программу, заказав вместо трёх 7200-тонных и шести 3500-тонных восемь 5500-тонных крейсеров.
В связи с этим Морской Технический Департамент начал переработку проекта под новые требования и в начале 1918 года представил его обновлённый вариант. Водоизмещение возросло до 8000 тонн, а вооружение составляли 10-12 140-мм орудий в 5-6 башнях, расположенных пирамидально в оконечностях, и 4 спаренных 610-мм торпедных аппарата. Четыре таких корабля стоимостью по 8 млн иен каждый были включены в проект программы «8-8», одобренную 2 июня 1919 года Советом министров и принятую годом спустя на 43-й сессии парламента. Тем не менее в силу роста стоимости единицы до 11 млн из-за инфляции фактически в 1920-м финансовом году были выданы заказы только на 4 5500-тонных крейсера третьей модели.
В 1920 после долгих дискуссий в США решили усилить вооружение крейсеров типа «Омаха», добавив им ещё 4 152-мм орудия в двух башнях, пожертвовав при этом скоростью. В этом же году Японию посетил и недавно вступивший в строй флагман британской Китайской станции тяжёлый крейсер «Хокинс», головной корабль одноимённого типа. При водоизмещении 9750 т он нёс семь 190-мм/50 орудий (из них на борт могло стрелять шесть) и 76 (51+25) броневой пояс, при максимальной скорости в 30 узлов и дальности плавания 5400 миль экономическим ходом. Эти корабли произвели большое впечатление на японских военных, и летом 1921 года начальник секции базового проектирования в МТД Юдзуру Хирага предложил проект 7500-тонного крейсера с шестью 200-мм орудиями в одноорудийных полубашнях и 12 610-мм торпедными аппаратами. Снижение водоизмещения объяснялось использованием палубной и бортовой брони в силовой конструкции корпуса и другими снижающими вес мерами. В августе 1921 года после одобрения МГШ он заменил предшественника в программе «8-8». Кроме того, в октябре того же года МГШ утвердил разработанный капитаном 3-го ранга Фудзимото проект экспериментального крейсера, предназначенного для отработки новых технологий и включённого по настоянию Хираги ещё в план «8-4». Этот корабль, получивший название «Юбари», был затем построен на государственной верфи в Сасэбо в рекордный срок — с июня 1922 по июль 1923 года.
6 февраля 1922 года в Вашингтоне между США, Великобританией, Японией, Францией и Италией был подписан договор об ограничении морских вооружений, установивший длительные «линкорные каникулы» и верхнюю границу ТТХ кораблей, которые разрешалось свободно строить: водоизмещение в 10 000 длинных тонн и 203-мм главный калибр. Эта планка была существенно выше, чем у крейсера Хираги. Тем не менее, согласно принятой 3 июля 1922 года на 46-й сессии парламента обновленной судостроительной программе было решено построить все четыре 7500-тонных корабля и четыре только проектирующихся 10 000-тонных (будущий тип «Мёко»), пустив на них предназначавшиеся для линкоров плана «8-8» средства.

## Конструкция

### Корпус и компоновка
Корпус крейсера с наибольшими размерами 185,17×16,50 м делился переборками на 20 водонепроницаемых отсеков. Высочайшее соотношение длины и ширины (11,22), превышающее таковое у любых построенных к тому моменту в Японии крейсеров, было необходимым для достижения высокой скорости хода.
Форштевень имел характерную изогнутую форму, впервые применённую на «Юбари» — вместе с его большой высотой (8,53 м) и поднимающейся к носу волнообразной верхней палубой это обеспечивало сравнительно низкобортному (5,58 м) крейсеру хорошую мореходность. За полубаком шла башнеподобная надстройка, шесть ярусов которой (самый высокий из них возвышался на 26 м над уровнем воды) включали в себя боевую, штурманскую и радиорубку, ходовой мостик и приборы управления огнём.
Дальше находились прямая фок-мачта, две дымовые трубы (носовая — сдвоенная, что в те годы было новшеством) и воздухозаборники вентиляторов машинных и котельных отделений. За ними шли ангар гидросамолётов, трёхногая грот-мачта с грузовой стрелой и кормовая надстройка. Спасательные средства были представлены шестью 9-м шлюпками, двумя 11-м катерами и двумя 6-м сампанами.
Оба машинных и котельные отделения (со второго по седьмое) делились центральной переборкой. Эта деталь была объектом споров между конструктором и заказчиками: Хирага считал, что вызванные ею многочисленные случаи гибели кораблей из-за опрокидывания делают её ненужной и даже вредной, МГШ же полагал слишком высоким риск затопления силовой установки от одного попадания при её отсутствии. Итогом стал компромисс в виде центральной переборки только в машинных и части котельных отделений, а также установки устройств контрзатопления, позволяющих быстро выравнивать крен корабля. Такая система использовалась и на последующих японских крейсерах, авианосцах, больших минных заградителях и эсминцах «специального» типа.
Составлявшие пояс и среднюю палубу плиты брони входили в силовой набор корпуса, увеличивая его продольную прочность и экономя вес за счёт отсутствия под ними стальной обшивки.
Распределение веса элементов выглядело следующим образом:
|                             | Масса, т | В процентах |
| --------------------------- | -------- | ----------- |
| Корпус                      | 3144,2   | 33,1 %      |
| Броневая защита             | 1147,8   | 12,1 %      |
| Оборудование и снаряжение   | 757,6    | 8,0 %       |
| Вооружение                  | 974,4    | 10,3 %      |
| Силовая установка           | 2071,2   | 21,8 %      |
| Топливо                     | 1340,4   | 14,1 %      |
| Запасы пресной воды         | 61,5     | 0,6 %       |
| Водоизмещение с 2/3 запасов | 9502,1   | 100 %       |

Несмотря на все принятые меры по снижению веса, перегрузка оказалась значительной, и водоизмещение на испытаниях на 11 % превысило проектную величину в 8586 тонн. Метацентрическая высота по проекту с 2/3 запасов должна была превышать 1 м, фактически на испытаниях крейсера «Фурутака» на стабильность в феврале 1937 года были получены цифры в 1,01 м при загрузке в 2/3 от полной (9996 т) и 0,46 м в облегчённом виде (8075 т).
Выявившимся в ходе эксплуатации значительным недостатком было низкое качество клёпки бортовых плит — в частности, при доковании крейсера «Фурутака» в феврале—апреле 1932 года в Курэ была обнаружена потеря более чем трёх тысяч заклёпок.

### Броневая защита

Продольный разрез крейсера типа «Фурутака». Красные линии — броневые плиты, синие — стальные листы, зелёные — иное (основания дымовых труб и т. п.)

Основной броневой пояс из плит NVNC при длине 79,88 м, ширине 4,12 м и толщине 76 мм защищал котельные и машинные отделения. Как и на «Юбари», он крепился непосредственно к шпангоутам с наклоном в 9° и являлся частью силового набора корпуса, будучи при этом, однако, внешним, а не внутренним. При проектном стандартном водоизмещении пояс выступал из воды на 3,28 м, с нагрузкой в 2/3 от полной — на 2,21 м. По проекту, он должен был выдерживать попадания 152-мм снарядов, выпущенных с дистанции 12 000-15 000 м, о защите от 203-мм главного калибра вашингтонских крейсеров не шло и речи.
К верхнему краю пояса стыковалась средняя палуба, составленная на этом участке из плит NVNC толщиной 35 мм (ближе к средней части — 32 мм) и игравшая роль горизонтальной защиты силовой установки. Она имела карапасную форму, выгибаясь от бортов к центру на 15 см, и также входила в силовой набор корпуса, крепясь непосредственно к бимсам.
Каналы дымовых труб прикрывались 38-мм плитами NVNC на 1,27 м от уровня средней палубы. Дополнительно на уровне верхней палубы их защищали плиты из стали HT суммарной толщиной 48 (28,6+19) мм.
Носовой и кормовой погреба боезапаса прикрывались плитами NVNC толщиной 51 мм с бортов и 35 мм — сверху. Рулевое отделение закрывалось со всех сторон 12,7-мм и 25-мм бронёй, башнеподобная надстройка же исходно защиты вообще не имела.
Защита подводной части корпуса ограничивалась двойным дном и цистернами для жидкого топлива, играющими роль булей. Бронированную противоторпедную переборку было решено не устанавливать из-за весовых ограничений, а также показанной в ходе обстрелов корпуса недостроенного линкора «Тоса» недостаточной эффективности такого рода защиты.
Суммарный вес бронирования крейсера составлял менее 1200 т или 12 % от водоизмещения в 2/3 полного, тем не менее значительно превосходя в этом предшественников: у 5500-тонных крейсеров эта доля составляла 3-4 %, у «Юбари» — 8,6 %.

### Энергетическая установка

Пара ТЗА правого борта крейсера. Легенда:
LP-турбина низкого давления;
HP-турбина высокого давления;
CS-ступень крейсерского хода турбины высокого давления;
CT-турбина крейсерского хода;
AT-турбина заднего хода;
MG-шестерни главной передачи;
CG-передача на турбину крейсерского хода;
S-вал гребного винта.

На крейсерах устанавливались 4 турбозубчатых агрегата Мицубиси-Парсонса («Фурутака») или Брауна-Кёртисса («Како») мощностью по 25 500 л. с. (18,75 МВт), приводившие в движение 4 трёхлопастных гребных винта. Эти агрегаты были последними ТЗА иностранной разработки, устанавливавшимися на японских военных кораблях. Суммарная их мощность в 102 тысячи лошадиных сил по проекту должна была обеспечивать максимальную скорость хода в 34,5 узла.
В обоих случаях каждый агрегат включал в себя реактивную турбину малого давления (13 000 л. с. при 2000 об/мин) и активную высокого (12 500 л. с. при 3000 об/мин). Через редуктор c двойной геликоидной передачей (одна центральная шестерня и по две малые шестерни от каждой турбины) они вращали вал 3,51-метрового гребного винта, с максимальной частотой оборотов всего 360 об/мин. На внешние валы работали передние ТЗА, на внутренние — задние.
В корпусах турбин низкого давления (ТНД) находились турбины заднего хода общей мощностью 28 000 л. с. (по 7000 л. с. каждая), вращавшие винты в направлении, обратном к вращению винтов при переднем ходе. Пар при переходе в такой режим поступал на них напрямую, минуя ТВД.

Компоновка котельных отделений крейсера типа «Фурутака».

Для экономичного хода использовалась совместно крейсерские ступени ТВД и отдельные турбины крейсерского хода (ТКХ) в передних ТЗА, соединённые передающей шестернёй. При скорости в 14 узлов и менее пар поступал на ТКХ, с неё на крейсерскую ступень ТВД, потом на остальные ступени ТВД и ТНД, и уже затем — в конденсатор. На полном ходу ТКХ отсоединялись, и пар шёл напрямую в ТВД. Суммарная мощность паротурбинной установки в крейсерском режиме (14,5-узловая скорость хода) составляла 4879 л. с. .
Штатный максимальный запас топлива составлял 400 т угля и 1400 т мазута, что давало проектную дальность плавания в 7000 морских миль 14-узловым ходом. При фактической же в первые годы службы (570 т угля и 1010 т мазута) её величина была меньше и составляла 6000 миль. Часовой расход мазута в крейсерском режиме на испытаниях составлял 3,18 тонн/час, или 652 грамма на лошадиную силу в час.
Отработанный пар собирался в четырёх однопоточных конденсаторах типа «Унифлюкс» (четыре рядом с ТНД и четыре под ними). Каждое машинное отделение оснащалось двумя нагнетательными и двумя вытяжными электрическими вентиляторами типа «Сирокко», а также цистерной с пресной водой в передней его части.
Па́ром турбозубчатые агрегаты питали двенадцать трёхбарабанных водотрубных котлов типа «Кампон Ро Го», располагавшихся в семи котельных отделениях. В первом находилось два средних нефтяных котла, со второго по пятое — по два больших нефтяных, в шестом и седьмом — по одному малому смешанному. Рабочее давление перегретого пара — 18,3 кгс/см² при температуре перегрева 56 °C относительно температуры насыщенного при данном давлении. Повышенная на 56° по сравнению с обычным насыщенным паром температура позволила на 10 % снизить расход топлива на полном ходу, однако привела к более сильной коррозии трубок. Каждое котельное отделение имело главный питательный насос и топливоподогреватель, каждый отдельный котёл — по два нагнетательных вентилятора и подогреватель питательной воды. Для отвода продуктов сгорания использовалась две дымовые трубы: передняя сдвоенная (от 1-5 котельных отделений) и задняя одиночная (от 6-7 отделений).
Для питания корабельной электросети (напряжение — 225 В) использовались четыре бензиновых электрогенератора (два по 67,5 КВт и два по 90 КВт, суммарной мощностью 315 КВт), расположенных спереди и сзади машинного отделения, на уровне трюмной палубы. Рулевое устройство крейсеров же включало в себя отдельную двухцилиндровую паровую машину, посредством гидроцилиндра приводившую в действие балансирный руль.
| Результаты ходовых испытаний крейсеров | Результаты ходовых испытаний крейсеров | Результаты ходовых испытаний крейсеров | Результаты ходовых испытаний крейсеров | Результаты ходовых испытаний крейсеров | Результаты ходовых испытаний крейсеров |
|                                        | Дата                                   | Место проведения                       | Водоизмещение, тонн                    | Мощность силовой установки, л. с.      | Скорость, узлов                        |
| -------------------------------------- | -------------------------------------- | -------------------------------------- | -------------------------------------- | -------------------------------------- | -------------------------------------- |
| «Фурутака»                             | 10 сентября 1925 года                  | Район острова Косикидзима              | 8640                                   | 106 352                                | 35,221                                 |
| «Како»                                 | 1 мая 1926 года                        | Пролив Кии                             | 8640                                   | 103 971                                | 34,899                                 |

Оба крейсера превысили проектную скорость в 34,5 узла. Однако испытания эти проводились при проектном водоизмещении с 2/3 запасов (8600 тонн), а не при фактическом, которое из-за перегрузки было больше на 900 тонн.

### Вооружение

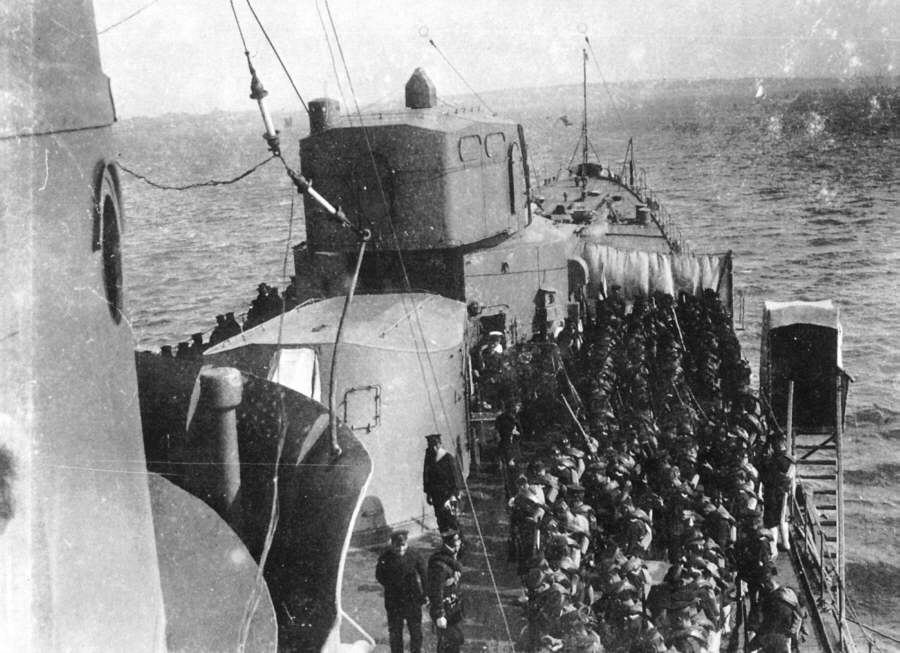
Носовые 200-мм орудия на крейсере «Фурутака».

Главный калибр крейсеров включал шесть 200-мм орудий в шести одноорудийных полубашнях. Данная артсистема разрабатывалось в Морском арсенале Курэ под руководством инженера Тиёкити Хата в 1916—1921 годах, на вооружение ВМФ Японии была принята в 1924 году. 200-мм орудие Тип 3 имело длину ствола в 50 калибров и проектную скорострельность в 5 выстрелов в минуту. Оно имело ствол с полупроволочной обмоткой и поршневой затвор, масса его составляла 17,9 тонн.
Орудия размещались по линейно-возвышенной схеме — три полубашни «пирамидой» в носу и три аналогично в корме. Применяемая установка типа А конструктивно была схожа с более ранними спаренными 140-мм полубашнями крейсера «Юбари». При массе в 57,5 тонн и диаметре погона 3,2 м она защищалась плитами из стали HT толщиной в 25 мм (лоб и борта), 19 мм (крыша) и 6,4 мм (корма). Наведение по горизонтали осуществлялось электрогидравлическим приводом мощностью в 14 л. с., по вертикали — восьмисильным электродвигателем. Максимальная дальность стрельбы 110-кг бронебойным снарядом Тип 5 при угле возвышения в 25° достигала 24 км.
Подача боеприпасов до уровня средней палубы производилась для каждой полубашни двумя цепными ковшовыми подъёмниками. По первому, приводимому в действие электродвигателем в 8 л. с., подавались 110-кг снаряды, по второму, с пятисильным приводом — 32,6-кг заряды в картузах. Затем они перегружались на гидравлический подъёмник и поднимались в боевое отделение, где вручную заряжались. В силу не очень удачной компоновки подачи скорострельность сильно зависела от физического состояния расчёта и реально была гораздо меньше проектного значения, составляя два выстрела в минуту.
Система управления их огнём включала два директора Тип 14 — на вершине носовой надстройки (главный) и над ангаром гидросамолётов (резервный), два 3,5-метровых дальномера, вычислитель курса и скорости цели Тип 13 и поисковый прожектор Тип 90.
Для борьбы с самолётами в центральной части корпуса были установлены 4 76-мм орудия Тип 3 в одиночных установках. Данная артсистема была разработана в 1914—1915 годах и принята на вооружение 4 февраля 1916 года. С максимальным углом возвышения 75° и досягаемостью по высоте в 5300 метров она считалась сравнительно эффективной для поражения тихоходных аэропланов на малых и средних высотах. В дополнение к этим орудиям на мостике также были размещены 2 7,7-мм пулемёта конструкции Льюиса.

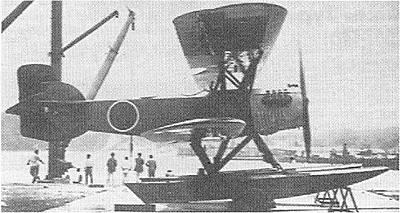
Гидросамолёт Heinkel HD 25.

Торпедное вооружение состояло из шести спаренных 610-мм торпедных аппаратов Тип 12, располагавшихся на средней палубе. Запускаемые из них парогазовые торпеды Тип 8 № 2 при стартовой массе в 2,362 тонны несли 346 кг тринитрофенола и могли пройти 20 000 м на 27 узлах, 15 000 на 32 и 10 000 на 38. Для управления их стрельбой на крыше третьего яруса надстройки было установлено два торпедных директора Тип 14.
Исходно при разработке проекта Хирага предполагал не устанавливать ТА, считая их слишком уязвимым местом для крупного корабля. Однако МГШ уже к тому времени сделал ставку на ночные бои, и в итоге все строившиеся в Японии тяжёлые крейсера оснащались мощным торпедным вооружением.
Крейсера также несли 26,6-метровую стартовую платформу, расположенную перед и на крыше четвёртой башни ГК. С неё запускались разведывательные гидросамолёты Heinkel HD 26 (одноместный) и Heinkel HD 25 (двухместный), позже и лицензионный вариант второго — Тип 2. Ангар для них располагался за задней дымовой трубой.

### Экипаж и условия обитаемости
По проекту экипаж крейсеров включал 604 человека: 45 офицеров и 559 нижних чинов.
Каюты командного состава размещались в носовой части на средней палубе, кубрики рядового — на нижней и жилой палубах в носу и на средней в корме. На одного человека приходилось 1,5-1,6 квадратных метра жилого пространства, что соответствовало уровню 5500-тонных крейсеров и для корабля таких размеров считалось явно недостаточным. За тесноту корабли типа «Фурутака» и последующего типа «Аоба» получили среди моряков прозвище «суйдзокукан» («Аквариумы»).
Как и на «Юбари», иллюминаторы нижних кубриков располагались слишком близко от ватерлинии, и на ходу их приходилось задраивать во избежание заливания морской водой. Кроме того, при плавании в тропиках недостаточными оказались и возможности естественной и искусственной вентиляции.

## Строительство

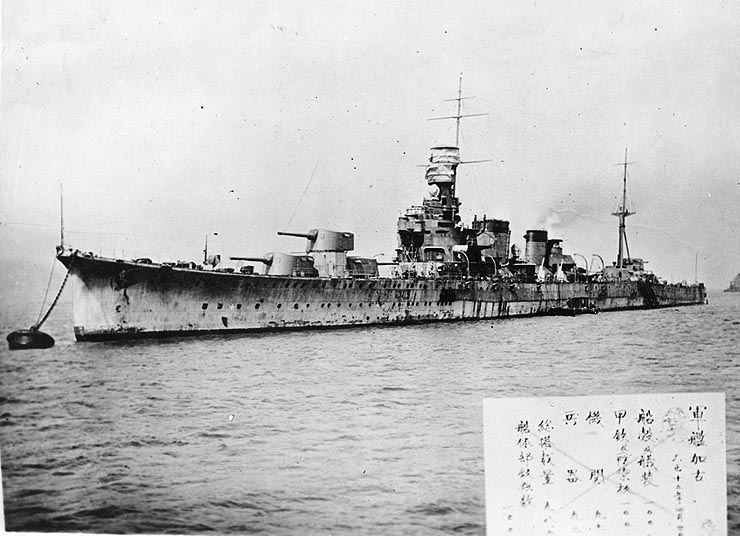
«Како» в ходе достройки на плаву, апрель 1926 года.

Заказы на два крейсера стоимостью по 15 млн иен были выданы верфям «Мицубиси» в Нагасаки и «Кавасаки» в Кобэ 20 июня 1922 года. 11 августа корабль № 2 получил название «Фурутака» в честь горы на острове Этадзима, рядом с военной академией Императорского флота. Первый же крейсер 9 октября по неясной причине был назван «Како» в честь реки в префектуре Хёго, нарушив тем самым установленный в 1913 году порядок наименования. 17 ноября его заложили в Кобэ под строительным номером 540. «Фурутака» же был заложен 5 декабря в Нагасаки под номером 390. Из-за народных волнений и произошедшего 1 сентября следующего года катастрофического землетрясения строительство первое время шло медленно, а на «Како» и вовсе было прервано на 3 месяца из-за обрушения портального крана. «Фурутака» был спущен на воду 25 февраля 1925 года и вышел на ходовые испытания в сентябре, однако из-за проблем с турбинами ожидавшаяся 23 ноября его передача флоту состоялась лишь 31 марта следующего года. Спуск «Како» же произошёл 10 апреля 1925, а сдан он был 20 июля 1926 года.
Третий («Кинугаса») и четвёртый («Аоба») крейсера, заложенные там же в январе—феврале 1924 года, строились по улучшенному проекту (с новыми спаренными 200-мм установками и 120-мм зенитными орудиями) и сейчас их выделяют в отдельный тип «Аоба».
| Название            | Место постройки            | Заказан      | Заложен        | Спущен на воду  | Введён в эксплуатацию | Судьба                                                               |
| ------------------- | -------------------------- | ------------ | -------------- | --------------- | --------------------- | -------------------------------------------------------------------- |
| Фурутака (яп. 古鷹) | Верфь «Мицубиси», Нагасаки | 20 июня 1922 | 5 декабря 1922 | 25 февраля 1925 | 31 марта 1926         | Потоплен в сражении у мыса Эсперанс 12 октября 1942 года             |
| Како (яп. 加古)     | Верфь «Кавасаки», Кобэ     | 20 июня 1922 | 17 ноября 1922 | 10 апреля 1925  | 20 июля 1926          | Торпедирован американской подводной лодкой S-44 10 августа 1942 года |

## История службы

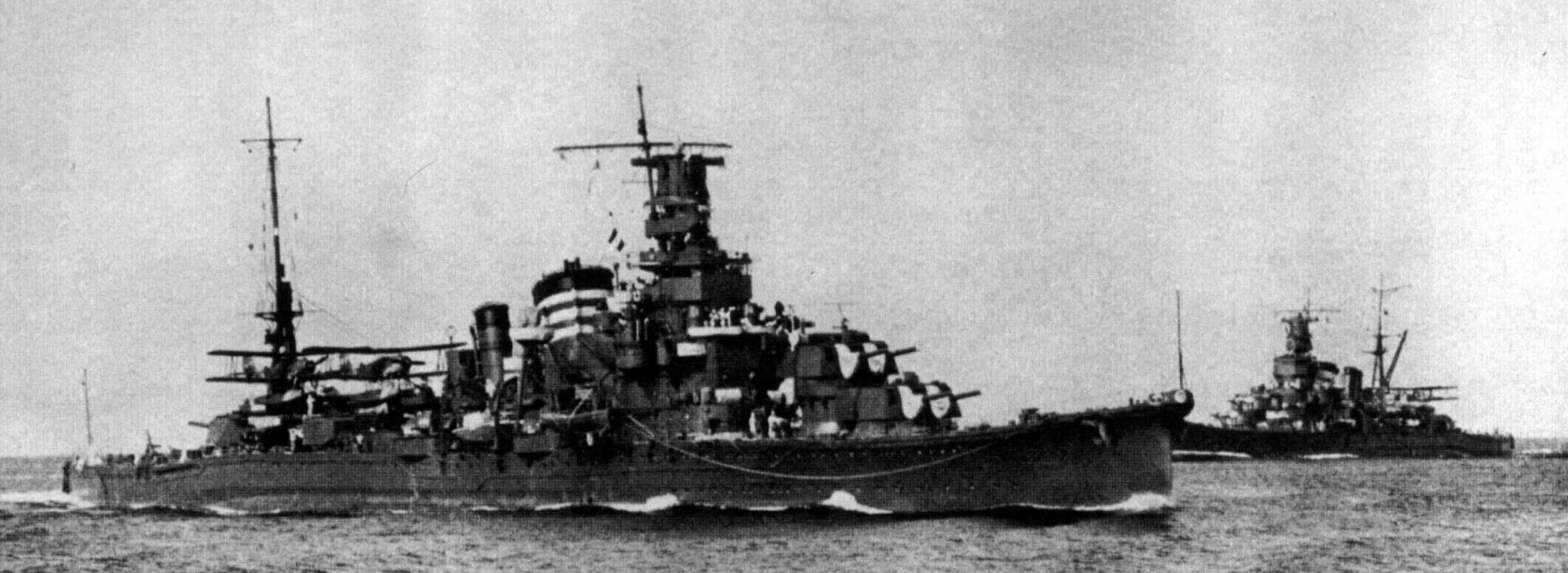
«Фурутака» (на переднем плане) и «Кинугаса» на манёврах. Ноябрь 1941 года.

После вступления в строй «Фурутака» и «Како» были зачислены в состав 5-й дивизии крейсеров. В 1927 году к ним присоединились и «Кинугаса» с «Аобой». В 1928 году дивизия участвовала во Второй Шаньдунской экспедиции и параде в честь коронации императора Хирохито. В марте 1929 она совершала короткий поход к Циндао.
«Како» в мае-июне 1930 года участвовал в плавании в южных морях, а 26 октября того же года в смотре флота в Кобэ.
В 1931—1932 «Како», а в 1932—1933 годах и «Фурутака» прошли первую крупную модернизацию на верфи в Курэ.
В апреле 1933 года «Како» вместе с «Аобой» и «Кинугасой» осуществлял стрельбы по списанному крейсеру «Тонэ». В июне-июле он совершил плавание к побережью Южного Китая, а 25 августа вместе с «Фурутакой» участвовал в морском параде в Иокогаме.
«Фурутака» после этого ходил к китайскому побережью в сентябре 1934, марте 1935 и апреле 1936 года.
В 1936—1937 «Како» на верфи в Сасэбо, а в 1937—1939 годах и «Фурутака» в Курэ прошли реконструкцию.
После завершения работ крейсера были переданы в состав 6-й дивизии, где также числились «Аоба» (флагман) и «Кинугаса». В марте 1940 года они совершили поход в побережью Южного Китая, а 11 октября того же года участвовали в морском смотре в Иокогаме, посвящённом 2600-летию основания японского государства легендарным императором Дзимму.
В начале Второй мировой оба крейсера участвовали в захвате Гуама, Уэйка, Рабаула и Лаэ и сражении в Коралловом море. В ходе боя у острова Саво в ночь на 9 августа 1942 года шедшие 3-м и 5-м в колонне кораблей адмирала Микава «Како» и «Фурутака» выпустили суммарно 345 203-мм снарядов и 16 кислородных торпед Тип 93, приняв участие в потоплении 4 американских тяжёлых крейсеров и не получив при этом никаких повреждений.
При возвращении на базу «Како» был поражён тремя торпедами с подводной лодки S-44 и затонул в течение 5 минут, погибло 70 человек.
«Фурутака» принял участие в сражении у мыса Эсперанс в ночь на 12 октября 1942 года, в ходе которого получил до 90 попаданий с американских крейсеров, потерял ход, и после двухчасовой борьбы за живучесть был оставлен командой. Погибло и пропало без вести 143 человека.

## Модернизации

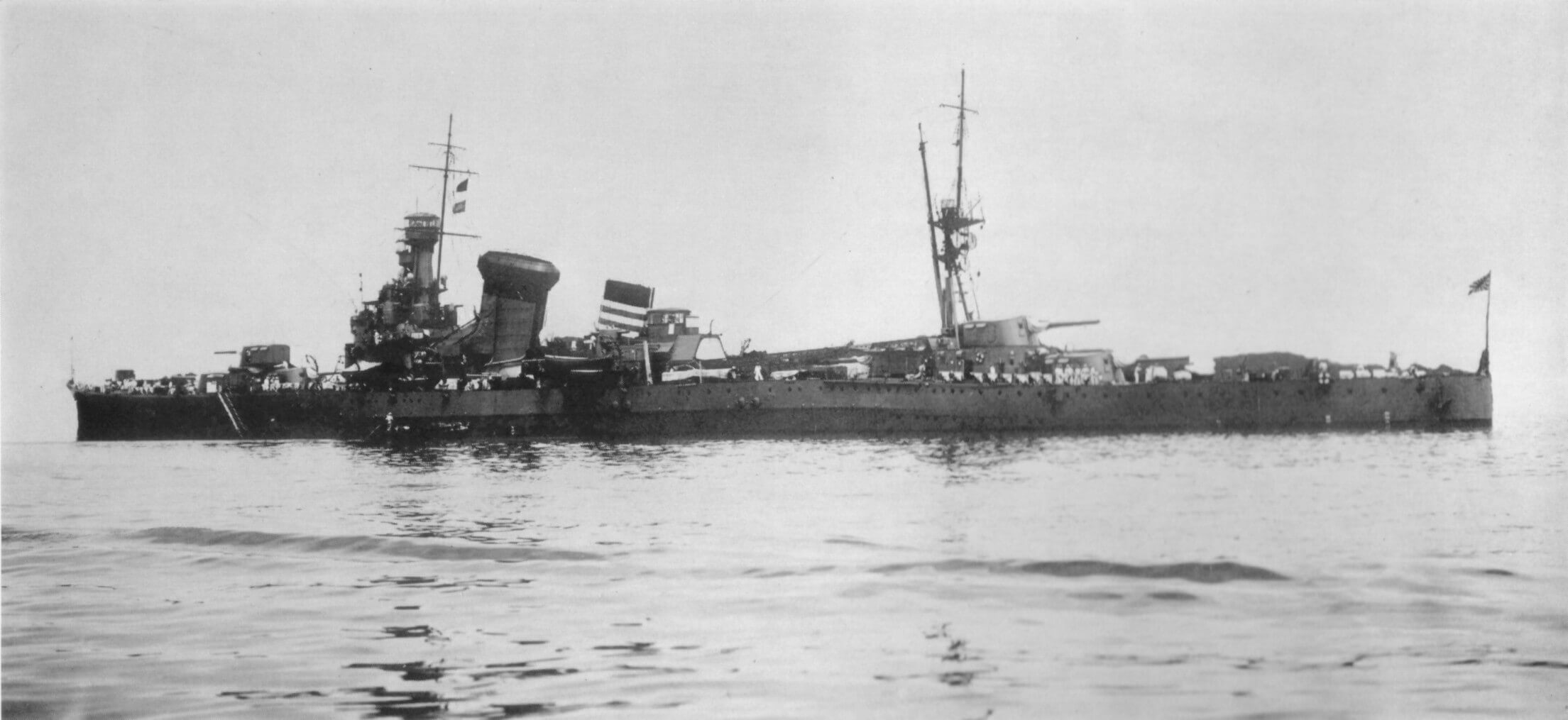
«Како» с дождезащитным колпаком, 21 июня 1928 года.

В первые пять лет службы корабли получали следующие модификации:
- Осенью 1926 года были установлены защитные чехлы на воздухозаборники вентиляторов котельного отделения № 1;
- В период с 22 декабря 1926 по февраль 1927 года были удлинены обе дымовые трубы, а их колпаки сделаны наклонными для уменьшения загазованности мостика;
- Весной 1928 года на «Како» был установлен экспериментальный дождезащитный колпак на первую дымовую трубу (см. снимок), снят через несколько месяцев;
- В 1929—1930 годах были сняты стартовые платформы[52].

Первую серьёзную модернизацию на верфи в Курэ «Како» прошёл в 1931—1932, а «Фурутака» — в 1932—1933 годах. При ней 76-мм зенитные орудия Тип 3 заменили на 120-мм Тип 10 в установках типа B2 с ПУАЗО Тип 91, добавили два спаренных 13,2-мм пулемёта Тип 93 (над мостиком), две башенки с 2-м прожекторами и катапульту Тип № 2 Модель 1 (перед четвёртой башней ГК). Корабли получили также новый разведывательный двухместный гидросамолёт Тип 90 № 2.

Продольный разрез крейсера типа «Фурутака» после реконструкции. Чёрным цветом обозначены були.

Компоновка котельных отделений крейсера типа «Фурутака» после реконструкции.

В 1936—1937 «Како» на верфи в Сасэбо, а в 1937—1939 годах и «Фурутака» в Курэ прошли реконструкцию, сильно изменившую их облик:
- Шесть 200-мм одноорудийных установок типа A заменялась на три 203-мм двухорудийные типа E2. Несмотря на название, по внутреннему устройству они были схожи скорее с более ранними башнями типа C (использовались на типе «Аоба»). При массе в 170 тонн и диаметре погона 5,03 м она защищалась плитами NVNC толщиной в 25 мм (лоб, борта, корма, крыша) и 57 мм (барбет). Скорострельность достигла 3 выстрелов в минуту, максимальная дальность стрельбы 125,85-кг бронебойным снарядом Тип 91 при угле возвышения в 45°—29,4 км[53]. Ставшие новым главным калибром орудия Тип 3 № 2 были новыми весьма условно: до того, как попасть на «Фурутаку» и «Како», они стояли на крейсерах «Асигара» и «Хагуро», откуда в 1933—1934 годах были сняты, расточены с 200 до 203,2 мм и перемаркированы[54].
- Были установлены два спаренных 25-мм зенитных автомата Тип 96 на надстройку рядом с задней дымовой трубой. Оба пулемёта Тип 93 переместили на выступающую вперёд часть мостика[55].
- Спаренные торпедные аппараты Тип 12 демонтировались, взамен на верхнюю палубу рядом с катапультой устанавливались два счетверённых Тип 92 Модель 1 с автоматизированной системой перезарядки. Из них могли запускаться парогазовые 610-мм торпеды Тип 90, а с 1940 года — и кислородные Тип 93[55].
- Установлены противоторпедные були и более широкие и длинные скуловые кили[56].
- Носовая надстройка была перестроена, мостик теперь защищался 36-мм (18+18) бронёй[57].
- Заменены были приборы управления огнём:

- Для наведения 203-мм орудий теперь использовались два директора Тип 94 (на тех же позициях, где были Тип 14), вычислитель курса и скорости цели Тип 92, счётно-решающий прибор для малых углов возвышений Тип 92 и три 6-м дальномера Тип 14 (на мостике и на башнях № 2 и № 3).
- Система управления огнём 120-мм орудий стала включать два дальномера Тип 94 и ПУАЗО Тип 91. Вместе с 25-мм автоматами также были установлены два директора Тип 95. Помимо них, для слежения за самолётами имелись 80-мм и 120-мм бинокуляры.
- Система управления торпедным огнём теперь включала два директора Тип 91 Модель 3, вычислитель курса и скорости цели Тип 93, счётную машину Тип 93 и две контрольные панели Тип 92.
- 90-см поисковые прожектора были заменены на более мощные 110-см Тип 92.

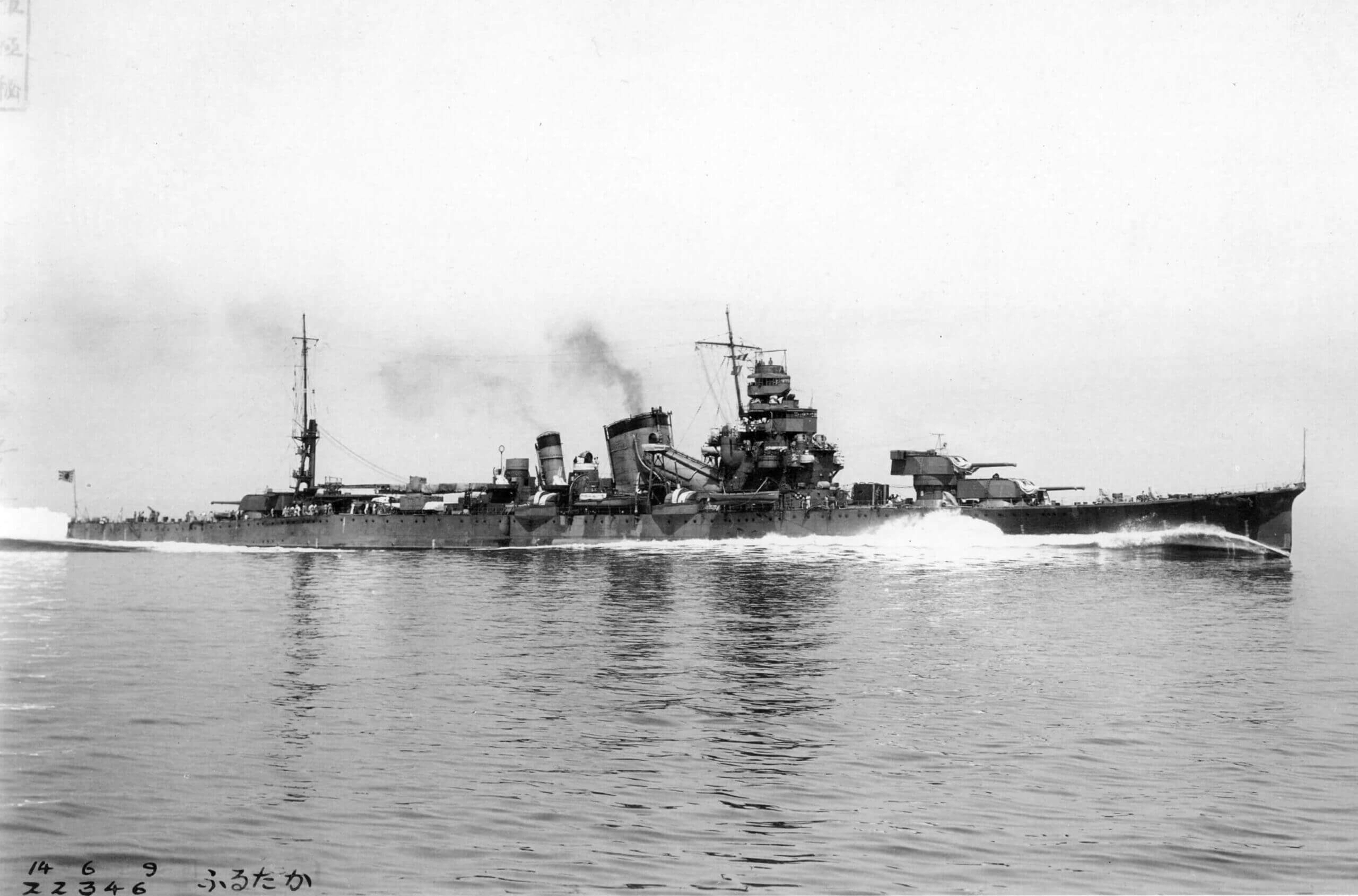
«Фурутака» на ходовых испытаниях после реконструкции. Пролив Бунго, 9 июня 1939 года.

- На место старой катапульты установили новую Тип № 2 Модель 3 1-й модификации, позволяющую запускать гидросамолёты взлётной массой до 3000 кг. Штатно планировалось размещение двух трёхместных разведывательных гидросамолётов Тип 94 № 2: одного на её стреле и одного в сложенном виде на платформе перед грот-мачтой. Реально до войны базировались один Тип 94 и один Тип 95[59].
- Перекомпонованы котельные отделения, на место 12 котлов установлено 10, все нефтяного отопления. В связи с этим задняя дымовая труба резко сужена[59].
- Угольные бункеры заменены танками для жидкого топлива, с учётом дополнительных ёмкостей в булях и в бывшем котельном отделении № 1 максимальный запас мазута достиг 1852 тонн. Это соответствовало дальности плавания, возросшей до 7900 морских миль[59].
- У турбин заменили изношенные лопатки роторов, с доведением суммарной теоретической мощности турбозубчатых агрегатов до 110 000 л. с.[59].
- Были дополнительно установлены три электрогенератора: один мощностью 300 кВт перед машинными отделениями и два по 135 кВт за ними[60].

Экипаж после реконструкции достиг 639 человек (50 офицеров и 589 нижних чинов), полное водоизмещение — 11 273 тонн. Максимальная скорость из-за установки булей и больших по площади килей значительно снизилась и составила на испытаниях крейсера «Фурутака» 9 июня 1939 года 32,95 узла.
Осенью 1941 года оба корабля получили размагничивающую обмотку, предназначенную для защиты от магнитных морских мин.
| Сводная таблица ТТХ устанавливавшихся на крейсера орудий | Сводная таблица ТТХ устанавливавшихся на крейсера орудий | Сводная таблица ТТХ устанавливавшихся на крейсера орудий | Сводная таблица ТТХ устанавливавшихся на крейсера орудий | Сводная таблица ТТХ устанавливавшихся на крейсера орудий | Сводная таблица ТТХ устанавливавшихся на крейсера орудий |
| Орудие                                                   | 20-см/50 Тип 3 № 1                                       | 20-см/50 Тип 3 № 2                                       | 8-см/40 Тип 3                                            | 12-см/45 Тип 10                                          | 25-мм Тип 96                                             |
| -------------------------------------------------------- | -------------------------------------------------------- | -------------------------------------------------------- | -------------------------------------------------------- | -------------------------------------------------------- | -------------------------------------------------------- |
| Год принятия на вооружение                               | 1924                                                     | 1931                                                     | 1916                                                     | 1926                                                     | 1936                                                     |
| Калибр, мм                                               | 200                                                      | 203,2                                                    | 76,2                                                     | 120                                                      | 25                                                       |
| Длина ствола, калибров                                   | 50                                                       | 50                                                       | 40                                                       | 45                                                       | 60                                                       |
| Масса орудия с затвором, кг                              | 17 900                                                   | 19 000                                                   | 600                                                      | 2980                                                     | 115                                                      |
| Скорострельность, в/мин                                  | 2-5                                                      | 2-4                                                      | до 13                                                    | до 11                                                    | до 260                                                   |
| Установка                                                | Типа A                                                   | Типа E2                                                  | —                                                        | Типа B2                                                  | —                                                        |
| Углы склонения                                           | −5°/+25°                                                 | −5°/+55°                                                 | −5°/+75°                                                 | −10°/+75°                                                | −10°/+85°                                                |
| Тип заряжания                                            | Картузное                                                | Картузное                                                | Унитарное                                                | Унитарное                                                | Унитарное                                                |
| Тип снаряда                                              | Бронебойный Тип 5                                        | Бронебойный Тип 91                                       | Фугасный Тип 0                                           | Фугасный Тип 0                                           | Зажигательный                                            |
| Вес снаряда, кг                                          | 110,0                                                    | 125,85                                                   | 5,99                                                     | 20,45                                                    | 0,25 кг                                                  |
| Вес метательного заряда                                  | 32,63 кг                                                 | 33,80 кг                                                 | 0,48 кг                                                  | 1,7 кг                                                   | —                                                        |
| Начальная скорость, м/с                                  | 870                                                      | 835                                                      | 670                                                      | 825                                                      | 900                                                      |
| Максимальная дальность, м                                | 24 000                                                   | 29 400                                                   | 10 800                                                   | 15 600                                                   | 7500                                                     |
| Досягаемость по высоте максимальная, м                   | —                                                        | —                                                        | 6800                                                     | 10 065                                                   | 5250                                                     |
| Эффективная, м                                           | —                                                        | —                                                        | 5300                                                     | 8450                                                     | 1500                                                     |

| Состав вооружения кораблей в разные годы | Состав вооружения кораблей в разные годы             | Состав вооружения кораблей в разные годы            | Состав вооружения кораблей в разные годы              |
|                                          | «Фурутака»: IV.1926—XI.1932 «Како»: VII.1926—XI.1931 | «Фурутака»: II.1933—IV.1937 «Како»: V.1932—VII.1936 | «Фурутака»: IV.1939—X.1942 «Како»: XII.1937—VIII.1942 |
| ---------------------------------------- | ---------------------------------------------------- | --------------------------------------------------- | ----------------------------------------------------- |
| Главный калибр                           | 6×1 — 200-мм/50 Тип 3 № 1                            | 6×1 — 200-мм/50 Тип 3 № 1                           | 3×2 — 203-мм/50 Тип 3 № 2                             |
| Универсальная артиллерия                 | 4×1 — 76-мм/40 Тип 3                                 | 4×1 — 120-мм/45 Тип 3                               | 4×1 — 120-мм/45 Тип 3                                 |
| Малокалиберная зенитная артиллерия       | 2 × 1 7,7-мм Льюиса                                  | 2 × 2 13,2-мм Тип 93                                | 4 × 2 — 25-мм/60 Тип 96, 2 × 2 13,2-мм Тип 93         |
| Торпедное вооружение                     | 12 (6 × 2) — 610-мм ТА Тип 12                        | 12 (6 × 2) — 610-мм ТА Тип 12                       | 8 (2 × 4) — 610-мм ТА Тип 92                          |
| Катапульты                               | -                                                    | 1 × Тип № 2 Модель 1                                | 1 × Тип № 2 Модель 3                                  |

## Оценка проекта
| Сравнительные ТТХ крейсеров типов «Фурутака», «Аоба», «Омаха» и «Хокинс» | Сравнительные ТТХ крейсеров типов «Фурутака», «Аоба», «Омаха» и «Хокинс» | Сравнительные ТТХ крейсеров типов «Фурутака», «Аоба», «Омаха» и «Хокинс» | Сравнительные ТТХ крейсеров типов «Фурутака», «Аоба», «Омаха» и «Хокинс» | Сравнительные ТТХ крейсеров типов «Фурутака», «Аоба», «Омаха» и «Хокинс» |
|                                                                          | «Фурутака»                                                               | «Аоба»                                                                   | «Омаха»                                                                  | «Хокинс»                                                                 |
| ------------------------------------------------------------------------ | ------------------------------------------------------------------------ | ------------------------------------------------------------------------ | ------------------------------------------------------------------------ | ------------------------------------------------------------------------ |
| Годы закладки/вступления в строй                                         | 1922/1926                                                                | 1924/1927                                                                | 1918/1923                                                                | 1916/1919                                                                |
| Водоизмещение, стандартное/полное, т                                     | 7950/10 252                                                              | 8300/10 583                                                              | 7163/9660                                                                | 9906/12 385                                                              |
| Энергетическая установка, л. с.                                          | 102 000                                                                  | 102 000                                                                  | 90 000                                                                   | 60 000                                                                   |
| Максимальная скорость, узлов                                             | 34,5                                                                     | 34,5                                                                     | 34                                                                       | 30                                                                       |
| Дальность плавания, миль на скорости, узлов                              | 7000 (14)                                                                | 7000 (14)                                                                | 10 000 (14)                                                              | 5400 (14)                                                                |
| Артиллерия главного калибра                                              | 6×1 — 200-мм/50 Тип 3 № 1                                                | 3×2 — 200-мм/50 Тип 3 № 1                                                | 2×2, 8×1 — 152-мм/53 Mk 16                                               | 7×1 — 190-мм/50 BL Mk VI                                                 |
| Универсальная артиллерия                                                 | 4×1 — 76-мм/40 Тип 3                                                     | 4×1 — 120-мм/45 Тип 3                                                    | 4×1 — 76-мм/50                                                           | 6×1 — 76-мм/50 и 4×1 — 76-мм/20 Mk I                                     |
| Торпедное вооружение                                                     | 6×2 — 610-мм ТА                                                          | 6×2 — 610-мм ТА                                                          | 2×3 — 533-мм ТА                                                          | 3×2 — 533-мм ТА                                                          |
| Авиагруппа                                                               | 1 стартовая платформа, 1 гидросамолёт                                    | 1 катапульта, 1 гидросамолёт                                             | 2 гидросамолёта                                                          | -                                                                        |
| Бронирование, мм                                                         | Борт — 76, палуба — 32-35, башни — 25                                    | Борт — 76, палуба — 32-35, башни — 25, мостик — 35                       | Борт — 76, палуба — 38                                                   | Борт — 75, палуба — 25-40, рубка — 75                                    |
| Экипаж                                                                   | 604                                                                      | 622                                                                      | 458                                                                      | 712                                                                      |

Крейсера типа «Фурутака» изначально проектировались как эскадренные разведчики для флотов программ «8-4» и «8-8», которые должны были не уступать вероятным противникам — американским кораблям типа «Омаха» и британским типа «Хокинс». Эта задача в целом была выполнена. Однако ещё до их закладки было подписан Вашингтонский морской договор, сделавший де-факто стандартными 10 000-тонные тяжёлые крейсера с 8-10 восьмидюймовыми орудиями. Первые такие корабли («Мёко» и «Нати») были заложены в Японии уже осенью 1924 года. Более того, сам проект крейсеров типа «Фурутака» имел серьёзные недостатки, такие как низкая скорострельность главного калибра из-за малоудачной конструкции подачи боеприпасов, устаревшее уже на тот момент зенитное вооружение, теснота и плохая вентиляция жилых помещений. Вызванная просчётами в проектировании строительная перегрузка достигла 900 тонн, или 11 % от водоизмещения с 2/3 запасов (нормальными тогда были величины в 5 % на малых кораблях и 2 % — на больших), что увеличило осадку на метр (и на эту же величину снизило высоту броневого пояса на водой) и ухудшило остойчивость. Недостаточным было и само качество постройки. Частично они были исправлены на следующей паре кораблей и в ходе модернизаций.
Неоднозначной была и такая нехарактерная для других флотов особенность, как мощное торпедное вооружение. Последнее, принеся значительные успехи ЯИФ в первый год Тихоокеанской войны, было одновременно и слабым местом тяжёлых крейсеров японской постройки — взрывы собственных торпед от попаданий бомб и снарядов привели к гибели трёх кораблей («Микума», «Фурутака», «Судзуя») и серьёзным повреждениям ещё двух («Аоба», «Могами»).
| ТТХ первых вашингтонских крейсеров          | ТТХ первых вашингтонских крейсеров               | ТТХ первых вашингтонских крейсеров | ТТХ первых вашингтонских крейсеров    | ТТХ первых вашингтонских крейсеров   | ТТХ первых вашингтонских крейсеров                     |
|                                             | «Мёко»                                           | «Кент»                             | «Пенсакола»                           | «Дюкень»                             | «Тренто»                                               |
| ------------------------------------------- | ------------------------------------------------ | ---------------------------------- | ------------------------------------- | ------------------------------------ | ------------------------------------------------------ |
| Годы закладки/вступления в строй            | 1924/1929                                        | 1924/1928                          | 1925/1928                             | 1924/1928                            | 1925/1929                                              |
| Водоизмещение, стандартное/полное, т        | 10 980/14 194                                    | 9906/13 614                        | 9242/11 696                           | 10 000/12 200                        | 10 344/13 344                                          |
| Энергетическая установка, л. с.             | 130 000                                          | 80 000                             | 107 000                               | 120 000                              | 150 000                                                |
| Максимальная скорость, узлов                | 35,5                                             | 31,5                               | 32,5                                  | 33,75                                | 36                                                     |
| Дальность плавания, миль на скорости, узлов | 7000 (14)                                        | 8000 (10)                          | 10 000 (15)                           | 4500 (15)                            | 4160 (16)                                              |
| Артиллерия главного калибра                 | 5×2 — 200-мм/50 Тип 3 № 1                        | 4×2 — 203-мм/50 Mk VIII            | 2×3, 2×2 — 203-мм/55 Mk 9             | 4×2 — 203-мм/50 Mod 24               | 4×2 — 203-мм/50 Mod. 24                                |
| Универсальная артиллерия                    | 6×1 — 120-мм/45 Тип 3                            | 4×1 — 102-мм/45 Mk V               | 4×1 — 127-мм/25                       | 8×1 — 76-мм/60 Mod 22                | 8×2 — 100-мм/47 Mod. 24                                |
| Торпедное вооружение                        | 4×3 — 610-мм ТА                                  | 2×4 — 533-мм ТА                    | 2×3 — 533-мм ТА                       | 2×3 — 533-мм ТА                      | 4×2 — 533-мм ТА                                        |
| Авиагруппа                                  | 1 катапульта, 2 гидросамолёта                    | -                                  | 2 катапульты, до 4 самолётов          | 1 катапульта, 2 гидросамолёта        | 1 катапульта, 2 гидросамолёта                          |
| Бронирование, мм                            | Борт — 102, палуба — 32-35, башни — 25, ПТП — 58 | Борт — 25, палуба — 32, башни — 25 | Борт — 63, палуба — 44, башни — 63-19 | Палуба — 30, башни — 30, рубка — 100 | Борт — 70, палуба — 20-50, башни — 100, рубка — 40-100 |
| Экипаж                                      | 764                                              | 685                                | 631                                   | 605                                  | 723                                                    |